# East Melbourne Hebrew Congregation
East Melbourne Hebrew Congregation és una sinagoga jueva d'importància històrica a l'est de Melbourne, a l'estat de Victòria (Austràlia). La sinagoga fou consagrada l'any 1877 i és la més antiga de la ciutat. Tanmateix la congregació es va formar l'any 1857. Es va anomenar sinagoga Mikveh Israel, i va ser construïda sobre uns terrenys cedits pel govern colonial.